# Ag2r Prévoyance/Saison 2006

Das Trikot von Ag2r Prévoyance, Saison 2006

Dieser Artikel listet Erfolge und Mannschaft des Radsportteams Ag2r Prévoyance in der Saison 2006 auf.

## Erfolge in der UCI ProTour
In der Saison 2006 gelangen dem Team nachstehende Erfolge in der UCI ProTour.
| Datum   | Rennen                                 | Fahrer          |
| ------- | -------------------------------------- | --------------- |
| 15. Mai | 9. Etappe Giro d’Italia                | Tomas Vaitkus   |
| 9. Juni | 5. Etappe Critérium du Dauphiné Libéré | Ludovic Turpin  |
| 9. Juli | 8. Etappe Tour de France               | Sylvain Calzati |

## Erfolge in den Continental Circuits
In den Rennen des UCI Continental Circuits gelangen dem Team nachstehende Erfolge.
| Datum          | Rennen                           | Kat. | Fahrer             |
| -------------- | -------------------------------- | ---- | ------------------ |
| 17.–22. Januar | Gesamtwertung Tour Down Under    | 2.HC | Simon Gerrans      |
| 8.–12. Februar | Gesamtwertung Tour Méditerranéen | 2.1  | Cyril Dessel       |
| 1. März        | Le Samyn                         | 1.1  | Renaud Dion        |
| 31. März       | Route Adélie                     | 1.1  | Samuel Dumoulin    |
| 18. Mai        | 1. Etappe Circuit de Lorraine    | 2.1  | Jean-Patrick Nazon |
| 21. Mai        | 4. Etappe Circuit de Lorraine    | 2.1  | Christophe Riblon  |
| 6.–9. August   | Gesamtwertung Tour de l’Ain      | 2.1  | Cyril Dessel       |

## Abgänge-Zugänge
| Zugänge                       | Team 2005                      | Abgänge          | Team 2006                      |
| ----------------------------- | ------------------------------ | ---------------- | ------------------------------ |
| Christophe Moreau             | Crédit Agricole                | Andy Flickinger  | Bouygues Télécom               |
| José Luis Arrieta             | Illes Balears-Caisse d’Epargne | Nicolas Portal   | Caisse d’Epargne-Illes Balears |
| Francisco Mancebo             | Illes Balears-Caisse d’Epargne | Christophe Oriol | Karriereende                   |
| David Navas                   | Illes Balears-Caisse d’Epargne |                  |                                |
| Renaud Dion                   | R.A.G.T. Semences              |                  |                                |
| Hubert Dupont                 | R.A.G.T. Semences              |                  |                                |
| Carl Naibo                    | Bretagne-Jean Floc’h           |                  |                                |
| John Gadret                   | Jartazi Granville              |                  |                                |
| Stéphane Poulhies (ab 01.08.) | Neoprofi                       |                  |                                |

## Mannschaft
| Name               | Geburtstag        | Nationalität |
| ------------------ | ----------------- | ------------ |
| José Luis Arrieta  | 15. Juni 1971     | Spanien      |
| Mikel Astarloza    | 17. November 1979 | Spanien      |
| Sylvain Calzati    | 1. Juli 1979      | Frankreich   |
| Íñigo Chaurreau    | 14. April 1973    | Spanien      |
| Philip Deignan     | 7. September 1983 | Irland       |
| Cyril Dessel       | 29. November 1974 | Frankreich   |
| Renaud Dion        | 6. Januar 1978    | Frankreich   |
| Samuel Dumoulin    | 20. August 1980   | Frankreich   |
| Hubert Dupont      | 13. November 1980 | Frankreich   |
| John Gadret        | 22. April 1979    | Frankreich   |
| Simon Gerrans      | 16. Mai 1980      | Australien   |
| Stéphane Goubert   | 13. März 1970     | Frankreich   |
| Jurij Krywzow      | 7. Februar 1979   | Ukraine      |
| Julien Loubet      | 11. Januar 1985   | Frankreich   |
| Francisco Mancebo  | 9. März 1976      | Spanien      |
| Laurent Mangel     | 22. Mai 1981      | Frankreich   |
| Lloyd Mondory      | 26. April 1982    | Frankreich   |
| Christophe Moreau  | 12. April 1971    | Frankreich   |
| Carl Naibo         | 17. August 1982   | Frankreich   |
| David Navas        | 10. Juni 1974     | Spanien      |
| Jean-Patrick Nazon | 18. Januar 1977   | Frankreich   |
| Stéphane Poulhies  | 26. Juni 1985     | Frankreich   |
| Erki Pütsep        | 23. Mai 1976      | Estland      |
| Christophe Riblon  | 17. Januar 1981   | Frankreich   |
| Mark Scanlon       | 10. Oktober 1980  | Irland       |
| Ludovic Turpin     | 22. März 1975     | Frankreich   |
| Aljaksandr Ussau   | 27. August 1977   | Belarus      |
| Tomas Vaitkus      | 4. Februar 1982   | Litauen      |